# Distribuição de frequências
Em estatística, a distribuição de frequência é um arranjo de valores que uma ou mais variáveis tomam em uma amostra. Cada entrada na tabela contém a frequência ou a contagem de ocorrências de valores dentro de um grupo ou intervalo específico, e deste modo, a tabela resume a distribuição dos valores da amostra.

## Tabelas de frequência univariada
| Rank | Grau de Confiança | Números |
| ---- | ----------------- | ------- |
| 1    | Concordo          | 20      |
| 2    | Concordo em parte | 30      |
| 3    | não tenho certeza | 20      |
| 4    | Discordo em parte | 15      |
| 5    | Discordo          | 15      |

Um esquema de tabulação diferente agrega valores em caixas de forma que cada classe engloba uma gama de valores. Por exemplo, as alturas dos alunos de uma classe podem ser organizada na tabela de frequência seguinte.
| Intervalo Altura | Número de Estudantes | Número Acumulado |
| ---------------- | -------------------- | ---------------- |
| Menos de 5,0 pés | 25                   | 25               |
| 5,0-5,5 pés      | 35                   | 60               |
| 5,5-6 pés        | 20                   | 80               |
| 6,0-6,5 pés      | 20                   | 100              |

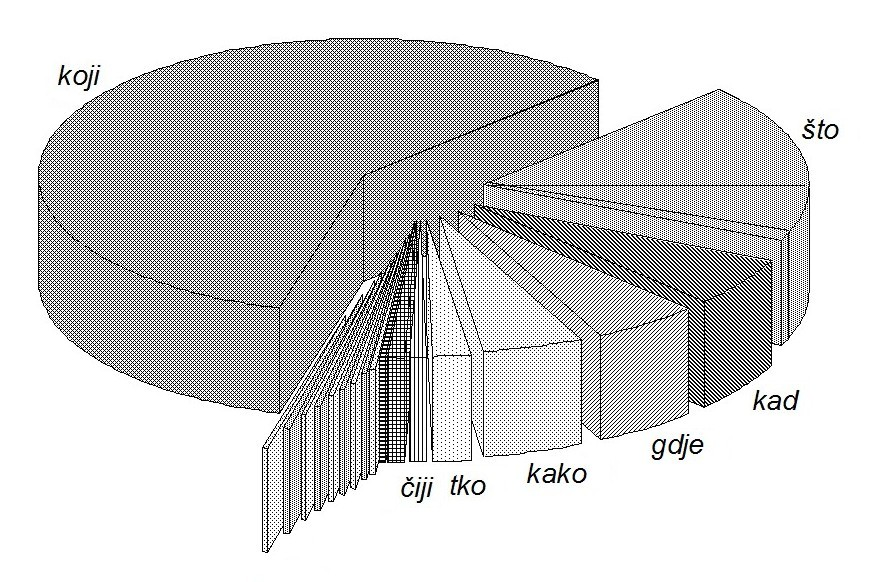
Gráfico de setores

A distribuição de frequência nos mostra um agrupamento de dados resumidos, dividida em classes mutuamente exclusivas e o número de ocorrências de uma classe. É uma forma de mostrar, por exemplo, dados desorganizados para mostrar os resultados de uma eleição, a renda de pessoas para uma determinada região, as vendas de um produto dentro de um determinado período, os valores de empréstimo do estudante de graduados, etc. Alguns dos gráficos que podem ser usados com as distribuições de frequência podem ser: histograma, gráfico de linha, gráfico de barras e gráfico de setores. As distribuições de frequência são usados para ambos dados qualitativos e quantitativos.

## Distribuições de frequência conjunta
Distribuições de frequência bivariadas comuns são frequentemente apresentados como tabelas de contingência (de duas vias):
|          | Dança | Esportes | TV | Total |
| -------- | ----- | -------- | -- | ----- |
| Homens   | 2     | 10       | 8  | 20    |
| Mulheres | 16    | 6        | 8  | 30    |
| Total    | 18    | 16       | 16 | 50    |

O total de linhas e total da coluna do relatório frequências marginais ou de distribuição marginal, enquanto o corpo da tabela relata a frequências conjuntas.

## Aplicações
Administrar e operar dados tabulados de frequência é muito mais simples do que a operação em dados brutos. Há algoritmos simples para calcular média, desvio padrão, etc. a partir dessas tabelas.
Hipóteses estatísticas baseiam-se na avaliação das diferenças e semelhanças entre as distribuições de frequência. Esta avaliação envolve medidas de tendência central, como a média ou a mediana, e as medidas de variabilidade ou dispersão estatística, tais como o desvio padrão ou variância.
A distribuição de frequência é dito ser enviesada quando a sua média e mediana são diferentes. A curtose de uma distribuição de frequência é a concentração dos escores na média, ou como o pico da distribuição aparenta se representado graficamente - por exemplo, em um histograma.
Distribuição de frequências de letras também são distribuições usadas em análise de frequência para quebrar códigos e são encaminhados para a frequência relativa de letras em diferentes idiomas.